# Alvaradoia deserti
Alvaradoia deserti là một loài bướm đêm trong họ Noctuidae.